# Fiedel Michel
Fiedel Michel ist eine Folkband, die vor allem in den 1970er Jahren zu den stilprägenden deutschen Folkbands gehörte.

## Bandgeschichte
Fiedel Michel wurde 1973 von Martin Hannemann (Gitarre), Michael Thaut (Geige) und Thomas Kagermann (Fiddle) in Münster gegründet. Zuvor hatten Hannemann und Thaut als Duo Ramblin Pitchforkers Irish-Folk-Stücke im Stil der Dubliners gespielt.
Beim Folk Festival in Erlangen im Sommer 1973 hatte die Band ihren ersten gemeinsamen Auftritt als Fiedel Michel. Seit 1973 veröffentlichte Fiedel Michel zahlreiche Langspielplatten und trat oft vor Publikum auf. Die Band gehörte in dieser Zeit, in der deutschsprachige Folkmusik ihre Blütezeit hatte, zu den wichtigsten Deutschfolkbands in der BRD. Zwischenzeitlich gehörten Elke Herold und Monika Domin zur Band. 1978 gründete Kagermann parallel zu Fiedel Michel die Folkrock-Band Falckenstein.
1981 löste sich Fiedel Michel auf. Thaut machte als promovierter Musiktherapeut Karriere. Heute arbeitet er als Neuromusikwissenschaftler im Zentrum für biomedizinische Musikforschung der Colorado State University in den USA. Hannemann trat 1982 der 1979 gegründeten Folk-Rock-Band Celtic Brew bei, bei der er heute noch neben seinem Engagement bei Fiedel Michel aktiv ist.
Seit 1999 tritt Fiedel Michel gelegentlich wieder auf. Neben Martin Hannemann und Thomas Kagermann spielte Michael Mick Franke in der Band. Die CD Retrospective mit alten Stücken wurde 1994 mit ausschließlich historischem Material wieder aufgelegt. Michael Franke starb 2001. Fortan traten Hannemann und Kagermann als Duo auf. Seit 2015 gehört die Hackbrett-Spielerin Monika Domin zur Band.

## Repertoire
Fiedel Michel spielen überwiegend deutschsprachige Volkslieder und Volkstänze in modernem Arrangement. Die Instrumente sind ausschließlich akustisch. Zu ihrem Repertoire gehörten auch Vertonungen von Gedichten aus dem 20. Jahrhundert, beispielsweise von Bertolt Brecht und Erich Kästner.

## Diskografie (Auswahl)
Alben
- Fiedel Michel (1974; Autogram)
- Fiedel Michel No. 4 (1976; Autogram)
- Live (1977; Stockfisch Records)
- Von Zeit zu Zeit (1978; Stockfisch Records)
- Fiedel Michel (1980; Stockfisch Records)
- Kennst du das Land (1981; Nature)
- Der teutsche Michel (Autogram)

Singles und EPs
- Fiedel Michel No. 2 (1974; Autogram)
- Fiedel Michel No. 3 Tänze (1974; Autogram)

Kompilationen
- Retrospective (1994; Autogram)
- Es ist an der Zeit (1998; Slow Motion Records)